# Carlos de Blois

Escudo de Armas da união da Casa de Blois com a de Châtillon.

Carlos de Châtillon de Blois foi barão de Mayenne, senhor de Guise e, por casamento, conde de Penthièvre e duque da Bretanha. É considerado beato pela Igreja Católica Romana.

## Biografia

Primeiro Escudo de armas do condado de Blois.

Foi o segundo filho de Guido I, conde de Blois, e de Margarida de Valois, irmã do rei Filipe VI da França.
Quando jovem, tinha o desejo de se tornar frade franciscano, mas o dever político manteve-o na vida secular.
Em 4 de junho de 1337, em Paris, casou-se com Joana de Penthièvre, filha de Guido de Penthièvre, sobrinha do duque João III da Bretanha. Quando este morreu sem deixar filhos, em 1341, dez anos depois de seu irmão Guido, Joana sucedeu-o como duquesa soberana da Bretanha por direito próprio e, junto com Carlos, assumiu o governo do ducado com o apoio da maior parte da nobreza local.

### Guerra de Sucessão Bretã
Primogênito de Artur II, João III, sem esperança de prole, em vida não deixou suficientemente claro quem deveria sucedê-lo; sua morte deu início a uma guerra penível entre seus competidores que duraria 23 anos, a Guerra de Sucessão Bretã. Pela decisão do concílio dos pares de França em Conflans no ano desta morte, à luz da regra consuetudinária da Bretanha se verificou que em feudo deste gênero non obstante o sexo a defeito de primogênito e de filhos do mesmo era o secundogênito e a defeito seu primogênito que sucedia et que portanto o legitimo sucessor era a sobrinha do falecido duque pelo filho, Guido de Penthièvre, segundogênito de Arturo II, esposa de Carlos sobrinho do rei de França. Subsequentemente Filipe VI de França recebeu a homenagem de Carlos como duque guardião dos direitos da duquesa titular. A maioria dos nobres lhe juraram fidelidade, como herdeiro presuntivo de seu soberano, mas João, conde de Monforte, meio-irmão de João III, também reivindicou suceder como duque na base da Lei Sálica, não aplicável ao feudo Bretão ainda que seu duque seja par de França. Em 1341, em execução dos seus deveres feudais Filipe ofereceu ao Carlos a ajuda de seu filho e herdeiro presumptivo João, duque da Normandia, para empossar-se do Ducado da Bretanha e botar fora do ducado João de Monforto que se tinha premunido investindo as principais praças da região e tinha prestado homenagem a Eduardo III, o adversário do seu rei, para o condado de Richemond costumeiramente devoluto ao duque de Bretanha.
Em 1344, capturou Quimper, durante cujo cerco presenciou e pus fim ao massacre dos cidadãos, mil quatro centos já estavam mortos. Após alternância de sucessos e reveses, Carlos foi feito prisioneiro pelos ingleses. Enquanto esteve preso na Torre de Londres, Joana de Penthièvre continuou a guerra contra Joana de Flandres, esposa de João de Monforte. Foi solto no nono ano de captividade, mediante um resgate de setecentos mil florins de ouro, que soldou seu falecimento, e chefiou novamente a guerra que se tinha mantida acesa entre seu partido e o dos Monforte.
Foi morto durante a Batalha de Auray, que pôs fim a guerra e deu a vitória aos Monforte. Houve um processo de canonização por sua austera devoção religiosa, mas este um tempo apoiado por Luís D'Anjou, genro do Carlos, e contrariado pelo antigo opositor João V da Bretanha tramitava por procedimentos tardonhos quando por uma bula Gregório XI pediu o desembargar dos empecilhos, porém a partida de Avinhão deste papa para uma volta a Roma deixou este processo cair no esquecimento. Finalmente é em 1904 que ele será beatificado pelo papa Pio X.

### Descendência
Carlos e Joana tiveram cinco filhos:
- João I de Châtillon (1345-1503), conde de Penthièvre e visconde de Limoges
- Guido;
- Henrique;
- Margarida, casada com Carlos de Lacerda, conde de Angoulême;
- Maria (†1404), casada com Luís I, duque de Anjou.